# Brigitte Violier
Brigitte Violier, née le 7 avril 1970 à Narbonne dans l'Aude est une personnalité franco-suisse, directrice générale du Restaurant de l’Hôtel de Ville à Crissier en Suisse. Elle succède en février 2016 à son époux Benoît Violier à la tête de l'établissement, après l'avoir codirigé avec lui entre 2012 et 2016.

## Biographie
Brigitte Violier, née de parents commerçants et saisonniers, passe les vingt premières années de sa vie entre sa ville natale et Courchevel, en France où elle pratique les sports de montagne et de mer. Passionnée par l'univers du luxe et de la cosmétique haut de gamme, elle se forme à l'École Esthétique de Lille pour lancer sa carrière. 
En 1992, à 22 ans, elle devient responsable de la parfumerie 1850 Parfum, à Courchevel. En 1997, Brigitte Violier rencontre son futur époux, Benoît Violier, qu'elle décidera de rejoindre en Suisse en 1999. Cette année, ce dernier est nommé chef de cuisine du restaurant triplement étoilé dirigé par Philippe Rochat : le restaurant de l'Hôtel de Ville, à Crissier, dans le canton de Vaud. Elle décide alors de continuer son parcours dans l'univers de la cosmétique de luxe et devient en 1999 responsable des ventes et de la formation en Suisse romande pour la marque Sisley. En 2003, Brigitte et Benoît Violier donnent naissance à Romain, leur fils. 
En 2012, le couple Violier reprend la direction du Restaurant B. Violier, succédant à Philippe Rochat. Brigitte Violier s'occupe de la rénovation complète des salles du restaurant. Elle s'occupe également de l'accueil des clients. Le restaurant connaît un succès à l'international, aussi bien au niveau des critiques gastronomiques que des avis des convives. Plusieurs mois d'attente sont nécessaires pour obtenir une réservation. 
Le 31 janvier 2016, Benoît Violier décède, laissant Brigitte Violier seule aux commandes de l'établissement. 24 heures après, elle devient alors propriétaire-directrice générale de l'établissement et conforte Franck Giovannini comme chef de cuisine. Elle repense le management des équipes avec Alessandro Egidi, directeur opérationnel du restaurant depuis 2011, qui devient directeur du restaurant. Elle dira elle-même que le Restaurant de l'Hôtel de ville de Crissier est une famille, une maison dans laquelle la réussite est l'œuvre de chaque collaborateur, qu'il soit en cuisine, en salle ou dans un bureau.
En octobre 2016, le Guide Michelin décerne trois étoiles au Restaurant de l'Hôtel de ville et le Gault & Millau lui accorde la note de 19/20, il est 4e sur 1 000 au classement Français La Liste, nommé Meilleur Restaurant d'Europe dans la catégorie Restaurant Classique et d'Histoire selon le site Opiniated About Dining et 4e/100 au classement des meilleurs restaurants du monde selon le site Elite Traveler.
En octobre 2016, Brigitte Violier décide de lancer le concept de Gastronomie de l'Extrême, « un projet qui unit le monde de la Haute Gastronomie, du Sport et de l'Art ». « Ce fut une évidence de lier ces 2 univers si différents, et à la fois si semblables. On recherche perpétuellement à se dépasser, à exceller, chaque détail compte, on est constamment devant une prise de risque. Le résultat est identique, c’est une expérience unique » déclare Brigitte Violier. Le projet, qui vise à mettre en lumière des personnalités suisses à travers leur relation avec le restaurant, démarre fin novembre 2016 sur leurs réseaux sociaux avec comme première ambassadrice Géraldine Fasnacht, sportive internationale de montagne.